# Wienerwald
Der Wienerwald oder Wiener Wald als östlichster Ausläufer der Nordalpen ist eine Gebirgsgruppe in Niederösterreich und Wien und bildet damit das Nordostende der Alpen. Das 45 km lange und 20 bis 30 km breite Mittelgebirge ist großteils bewaldet und ein beliebtes Naherholungsgebiet für Wiener. Es ist heute – unter Einschluss der Randgebiete in der Millionenstadt Wien selbst – weitgehend vollständig als UNESCO-Biosphärenpark Wienerwald ausgewiesen.

## Physische Geographie

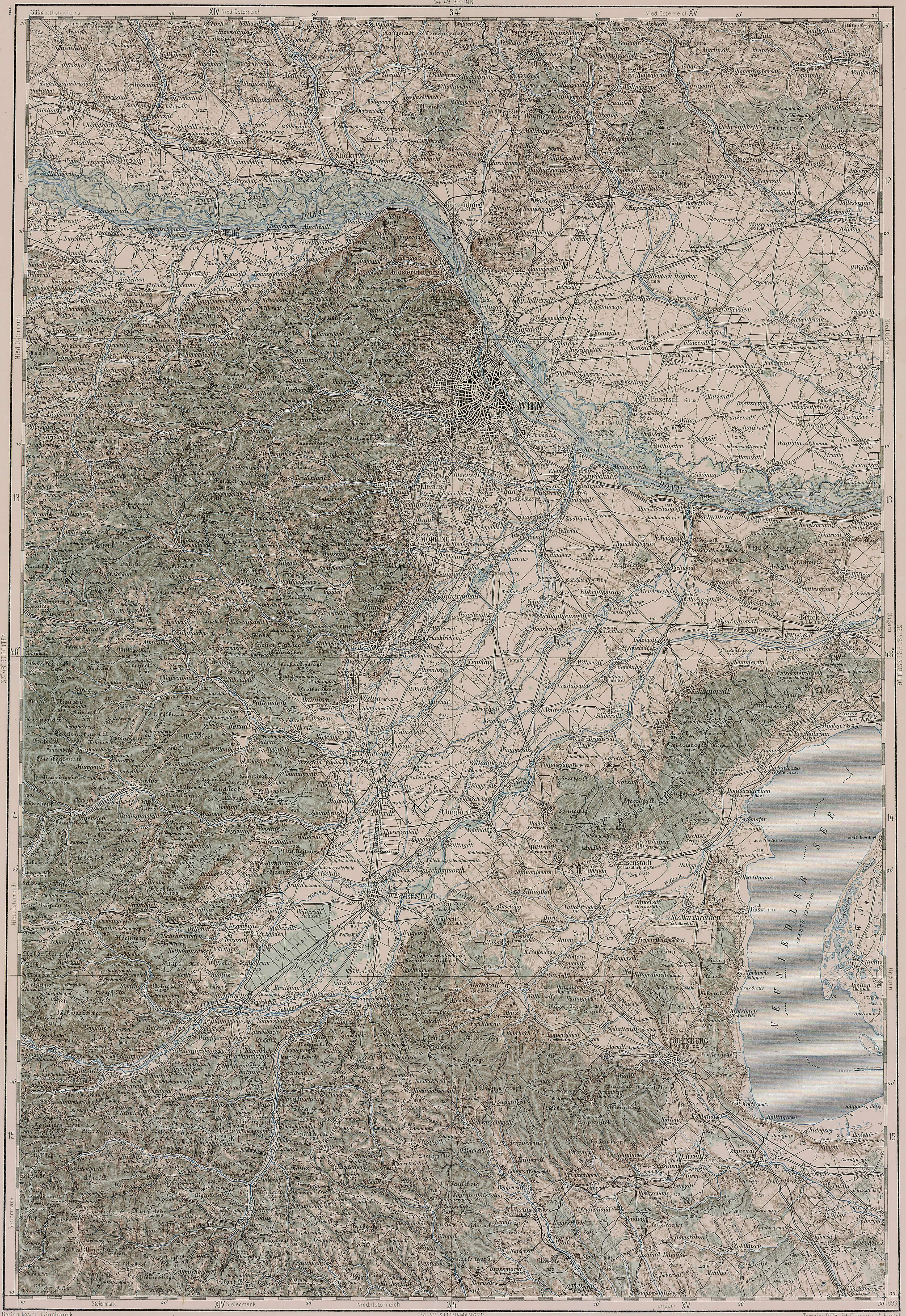
Der Wienerwald westlich von Wien, im Norden die Donau, im Südwesten das Semmeringgebiet, im Südosten der Neusiedlersee
Ende des 19. Jahrhunderts. Generalkarte von Mitteleuropa, Blatt 34° 48° Wien. Stand: 1893

### Lage und Struktur
Die hügelig bis mittelgebirgsartig ausgeprägte, 105.645 ha umfassende Region liegt im östlichen Niederösterreich an der Grenze zwischen dem Mostviertel (Viertel ober dem Wienerwald) und dem Industrieviertel (Viertel unter dem Wienerwald), mit Höhenlagen zwischen 300 und knapp 900 m. Von den östlichen Randbergen hat man prächtige Tiefblicke auf Wien und das Wiener Becken.
Im Osten wird der Wienerwald durch die Thermenlinie (tektonische Abbrüche zum Wiener Becken) begrenzt, im Süden durch die Flüsse Triesting und Gölsen, im Westen durch die Flüsse Traisen und Große Tulln, im Norden durch das Tullnerfeld und die Donau bis zur Wiener Pforte sowie im Nordosten – bereits im Stadtgebiet Wiens – durch den Schwarzenbergpark und den Lainzer Tiergarten.
Die Täler des Gebirges verlaufen großteils Ost-West und in Höhen von 200 bis 400 m. Besonders reizvoll ist der Wechsel zwischen einsamen und dicht besiedelten Tälern und ihre stark variierende Hangneigung (etwa 20 bis 75 %). Speziell eindrucksvoll sind das vielbesungene Helenental beim Kurort Baden und die markante Hagenbachklamm.

### Geologie: Flysch- und Kalk-Wienerwald

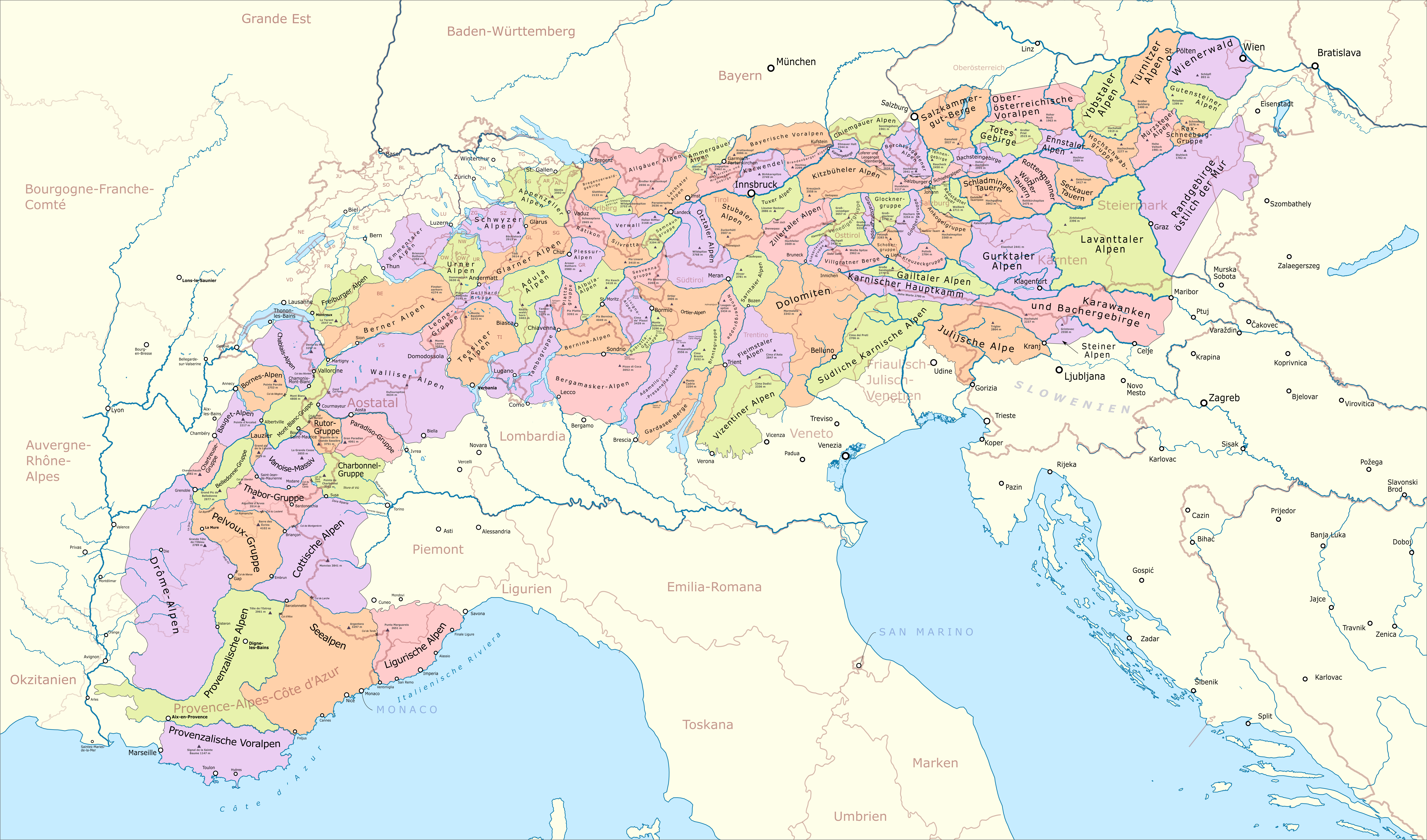
Übersichtskarte alpiner Regionen, mit dem Wienerwaldgebiet an der nordöstlichsten Spitze.

Geologisch gehört der Großteil des Wienerwaldes zu den Flyschalpen (vorwiegend Sandstein) und wird Flysch-Wienerwald genannt, der Südosten hingegen zu den Kalkalpen (Kalk-Wienerwald).

#### Wiesenwienerwald
Der westliche Wienerwald zwischen Traisen und der Großen Tulln wird auch Wiesenwienerwald genannt. Im frühen Mittelalter wurde der Wald bereits von den Bauern gerodet und es bildeten sich zahlreiche Einzelhöfe mit umgebenden Obstgärten und nur wenigen Orten in Tallagen.
In den zahlreichen Obstgärten und an den Waldrändern in einer Seehöhe von 300 bis 500 Meter wird traditionell die Elsbeere kultiviert. Diese Region hat sich zusammengeschlossen und vermarktet die traditionellen Produkte aus der Elsbeere unter der Marke Genussregion Wiesenwienerwald Elsbeere. Die Elsbeere ist auch im Register der Traditionellen Lebensmittel erfasst.

### Berge, Fernblicke, Pässe und Höhlen

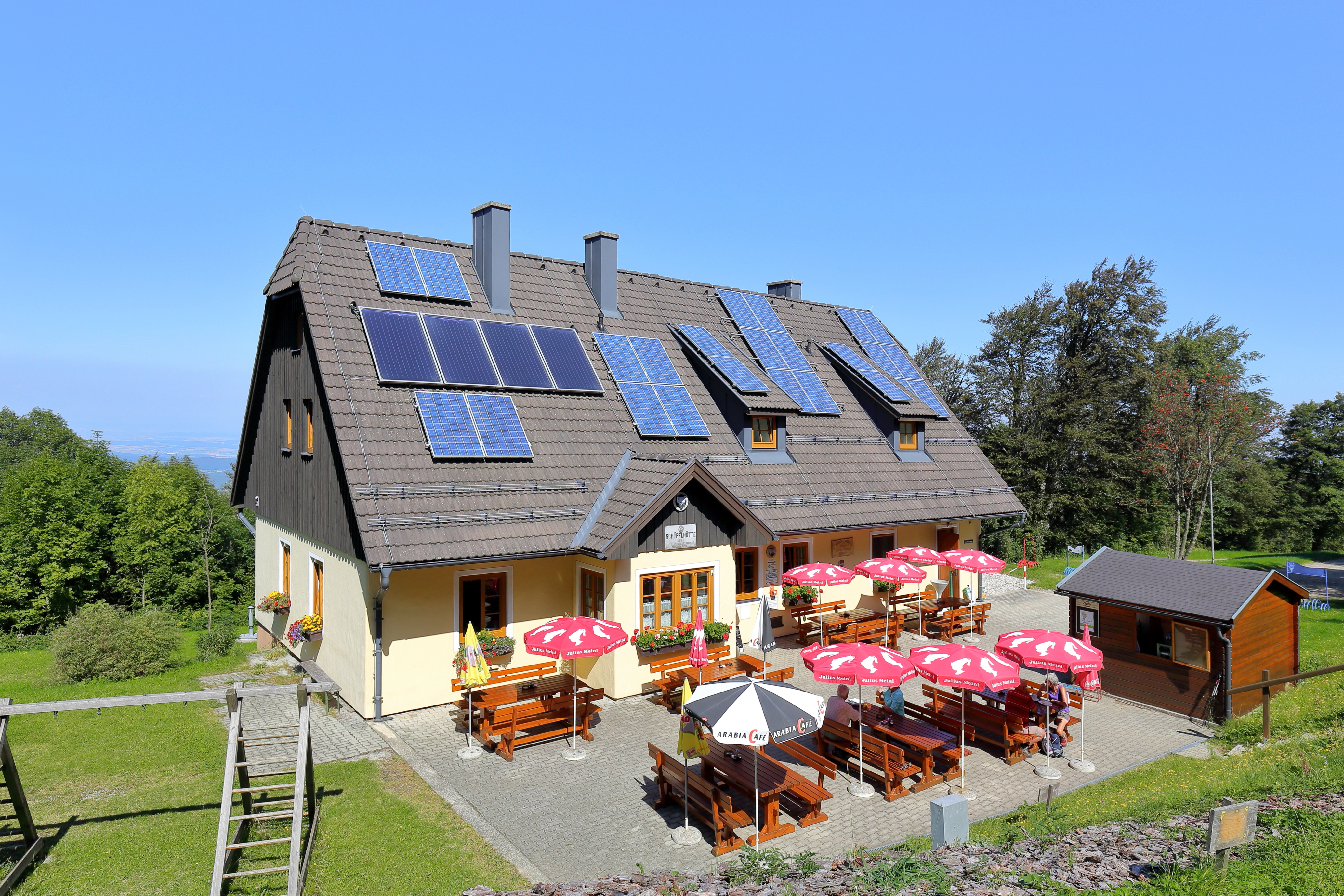
Das Schöpfl-Schutzhaus am höchsten Gipfel des Wienerwaldes, dem Schöpfl

Die höchsten Erhebungen im Wienerwald sind mit 893 m ü. A. der zur Flyschzone (Sandstein) gehörende Schöpfl mit der Matraswarte und der benachbarte Mitterschöpfl (882 m ü. A.), auf dem sich das Leopold Figl-Observatorium der Wiener Universität befindet. Vom Schöpfl reicht der Blick oft 100 km zum Ötscher, Schneeberg und weiteren Zweitausendern der steirisch-niederösterreichischen Kalkalpen.
Südwestlich des Schöpfls liegt der Gföhlberg mit 885 m ü. A., sowie im Südosten der zu den nördlichen Kalkalpen gehörende Hohe Lindkogel (834 m ü. A.) und der Peilstein (716 m ü. A.) mit seiner markanten Kletterwand.
Der höchste Berg auf Wiener Gemeindegebiet ist der Hermannskogel (544 m) mit der Habsburgwarte knapp südwestlich des Gipfels auf 542 m, die der Fundamentalpunkt des Vermessungsnetzes der Monarchie war. Markant ist auch der Dreimarkstein mit 454 m, der die Grenze zwischen den Wiener Bezirken Hernals und Döbling sowie dem niederösterreichischen Ort Weidling bildet. Prächtige Tiefblicke auf Wien bieten die Wiener Hausberge Leopoldsberg und Kahlenberg, deren geschichtsträchtige Kirchen von den Türkenbelagerungen erzählen, sowie die Jubiläumswarte (449/480 m) am Gallitzinberg und der Wienerblick im Lainzer Tiergarten.
Im Wienerwald gibt es nur wenige Berge mit Gipfelkreuz und Gipfelbuch:
- Buchberg 469 m, zweithöchster Berg der Marktgemeinde Maria Anzbach im westlichen Wienerwald
- Steinplattl 649 m, höchste Erhebung der Gemeinde Wienerwald im äußersten Nordwesten an der Grenze zu Klausenleopoldsdorf
- Rossgipfel 633 m, zweithöchster Berg der Gemeinde Wienerwald und höchster Berg der Katastralgemeinde Grub. Er liegt westlich von Grub
- Hoher Ge 540 m, auch Mitterberg genannt, nordwestlich von Weissenbach
- Speichberg 487 m, Gemeinde Purkersdorf

Mit Ausnahme des Hohen Ge sind diese Gipfel wenig aussichtsreich, da bewaldet, und nur auf unmarkierten Wegen zu erreichen.
Die Wienerwaldtäler liegen großteils in den Bezirken St. Pölten, Mödling und Baden. Um sie miteinander zu verbinden, gibt es einige – wenn auch nicht hohe – Passstraßen wie den Exelberg (Sophienalpe), den Gerichtsberg, den Kleinen Semmering, den Hafnerberg, und den Hengstl. Ferner gibt es einige Höhlen, beispielsweise die Dreidärrischenhöhle unter dem Aussichtsberg Anninger (675/514 m), die Elfen- und Einödhöhle zwischen Pfaffstätten und Gaaden, die Arnsteinhöhle bei Maria Raisenmarkt und die Tropfsteinhöhle Alland. Erwähnenswert auch die Seegrotte – der größte unterirdische See Europas. Deren Besuch wird oft mit einigen Burgruinen bei Mödling kombiniert.
Neben Burgen gibt es im Wienerwald auch einige bedeutende Klöster:
- Stift Heiligenkreuz an der Via Sacra
- Kloster Kleinmariazell
- Stift Klosterneuburg
- die Kartause Mauerbach
- Lilienfeld liegt nur knapp außerhalb

Von anderen Natursehenswürdigkeiten seien noch einige mit sprechenden Namen genannt: der Glocknergrat und die Lausbubenwände bei Mödling, das Matterhörndl, für Kletterer das Jammerwandl, die Mizzi-Langer-Wand und der überhängende Engelstein bei Baden.

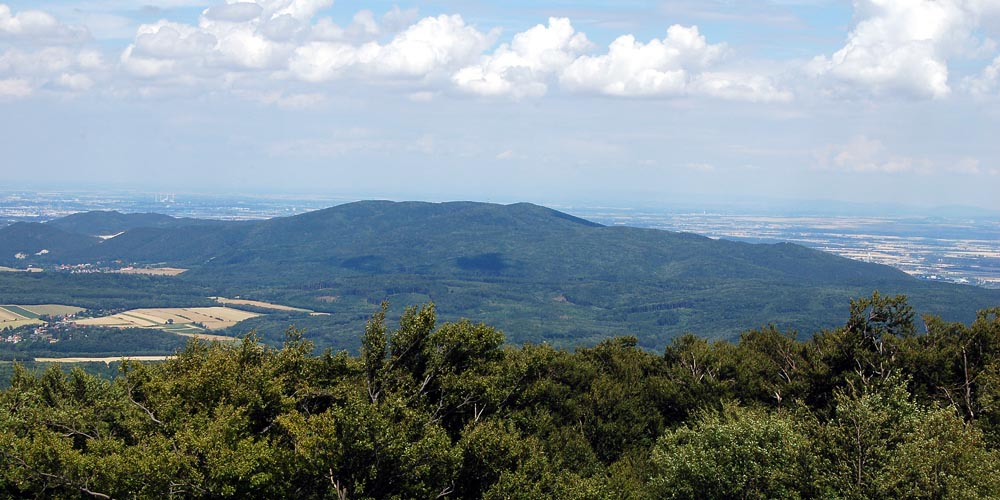
Anninger, vom Hohen Lindkogel (aus Südwest) gesehen gegen das Wiener Becken, links im Hintergrund ist Wien zu erkennen.
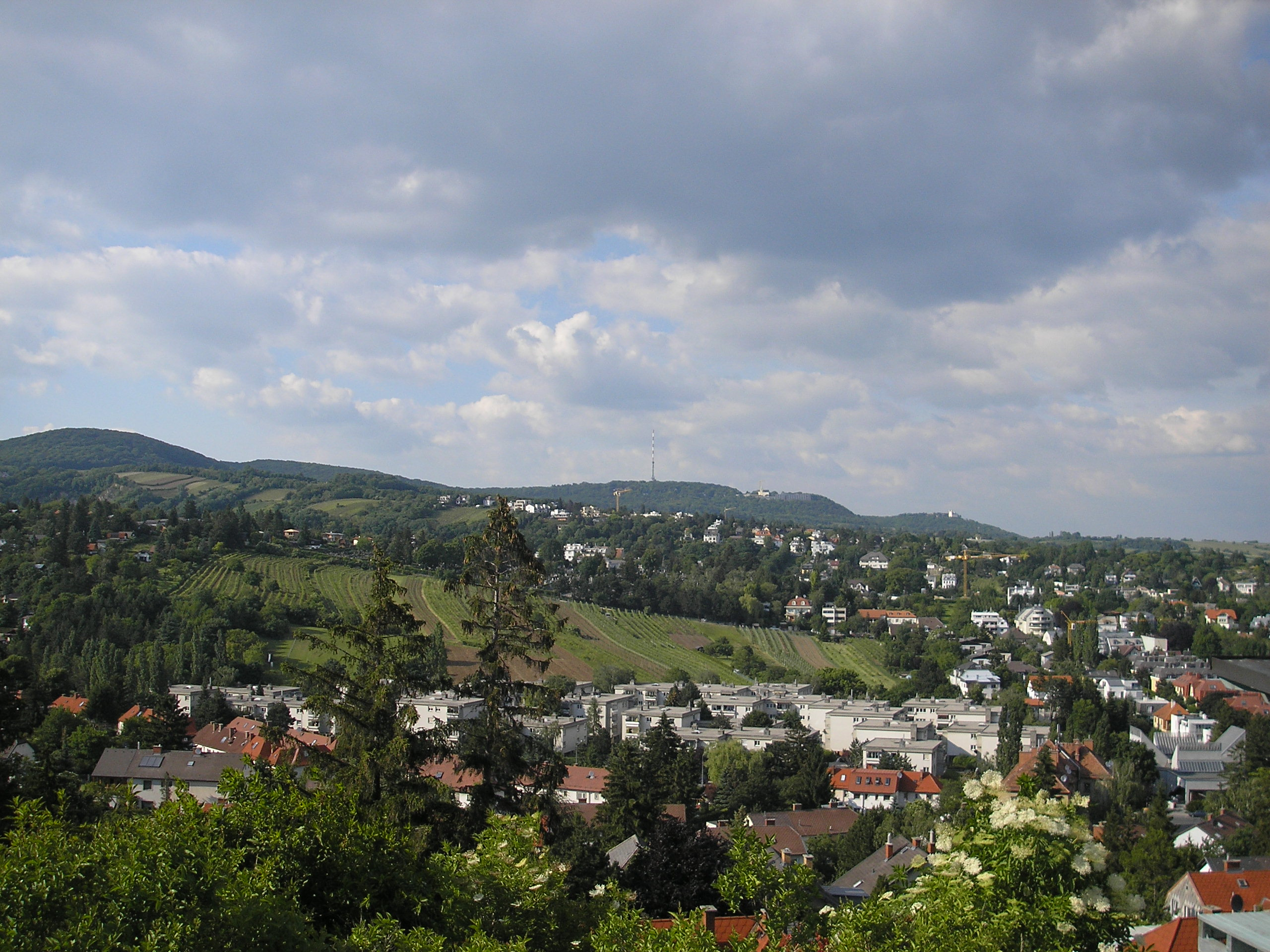
Ostabdachung des Wienerwalds, Kahlenberg und Döbling, Außenbezirk der Stadt Wien
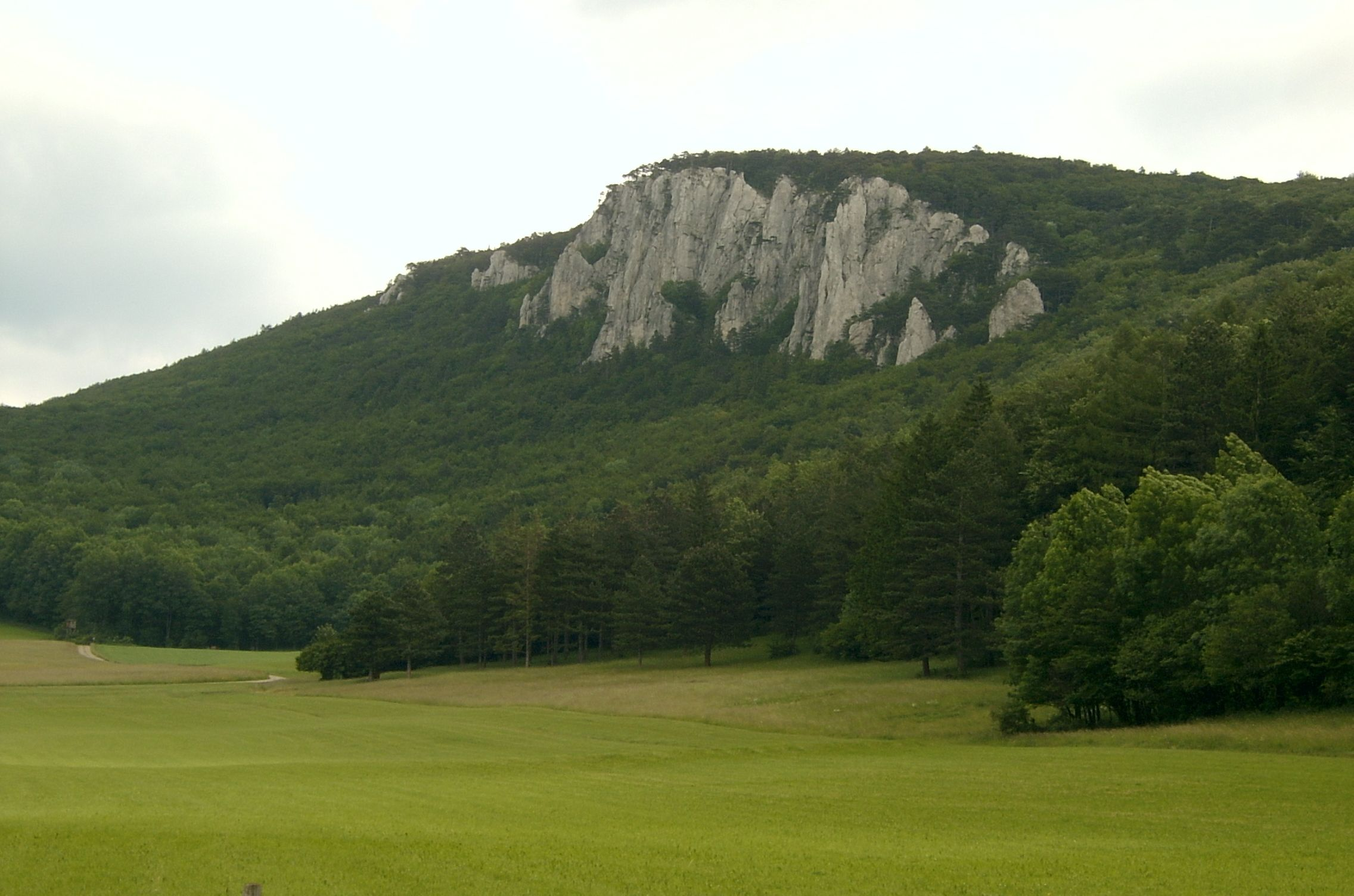
Peilstein: Südlichere Kalkzone des Wienerwalds
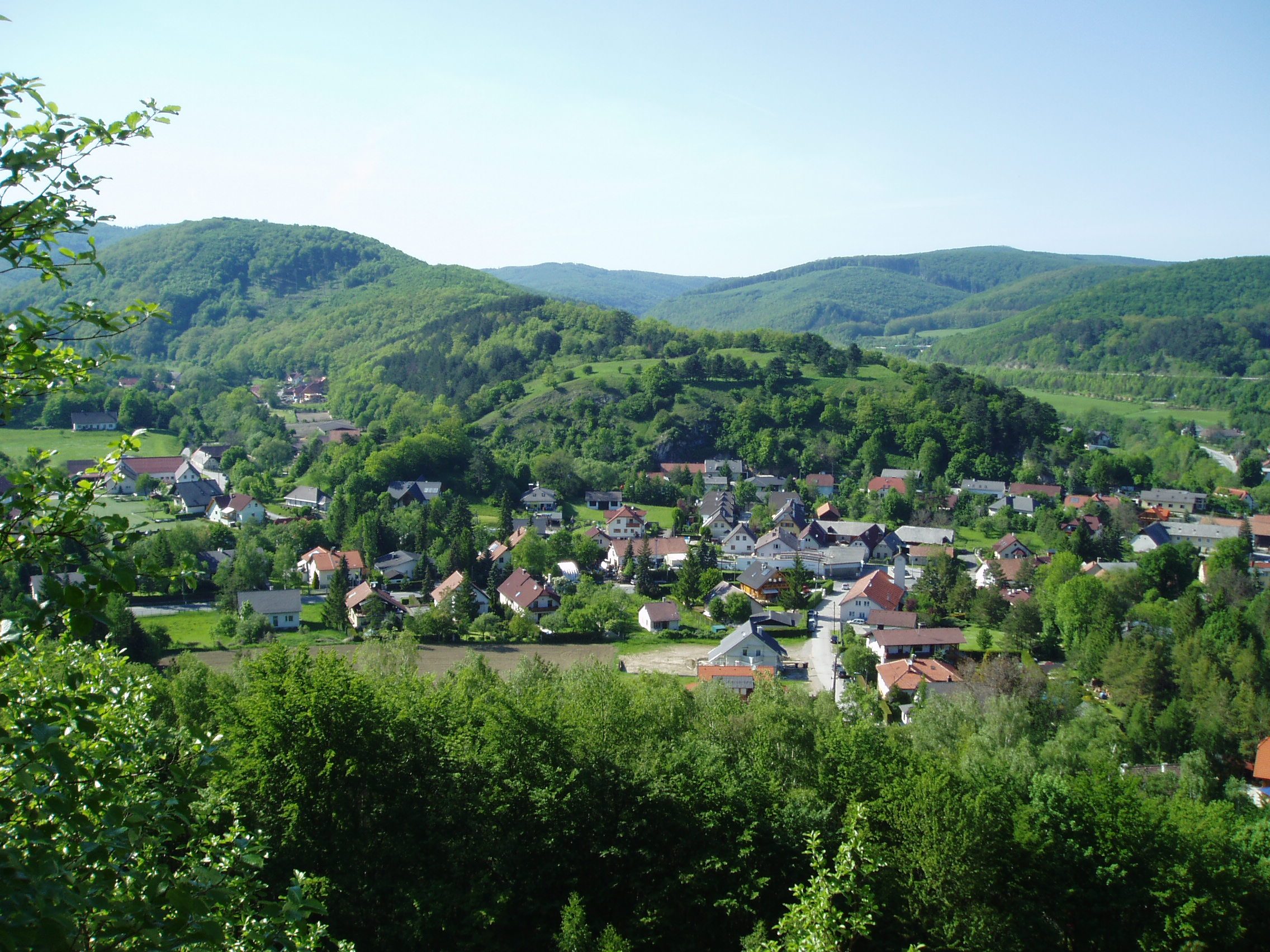
Bei Alland

#### Liste von Gipfeln nach Schartenhöhe
| Gipfel                   | Höhe  | Schartenhöhe | Bezugsscharte            |
| ------------------------ | ----- | ------------ | ------------------------ |
| Hoher Lindkogel          | 834 m | 334 m        | Dörfl 500 m (⊙)          |
| Schöpfl                  | 893 m | 312 m        | Gerichtsberg 581 m       |
| Gföhlberg                | 885 m | 290 m        | Bruckhof 595 m (⊙)       |
| Anninger                 | 675 m | 290 m        | Rauchwiese 385 m (⊙)     |
| Kukubauerwiese (⊙)       | 782 m | 230 m        | Grubbauer 552 m (⊙)      |
| Peilstein                | 716 m | 181 m        | Schwarzensee 535 m (⊙)   |
| Obelisk (Hadersfeld) (⊙) | 439 m | 174 m        | Römerbrunnen 265 m (⊙)   |
| Höllenstein              | 645 m | 175 m        | Kühraml 470 m (⊙)        |
| Hermannskogel            | 544 m | 174 m        | Schützengraben 370 m (⊙) |

### Flüsse

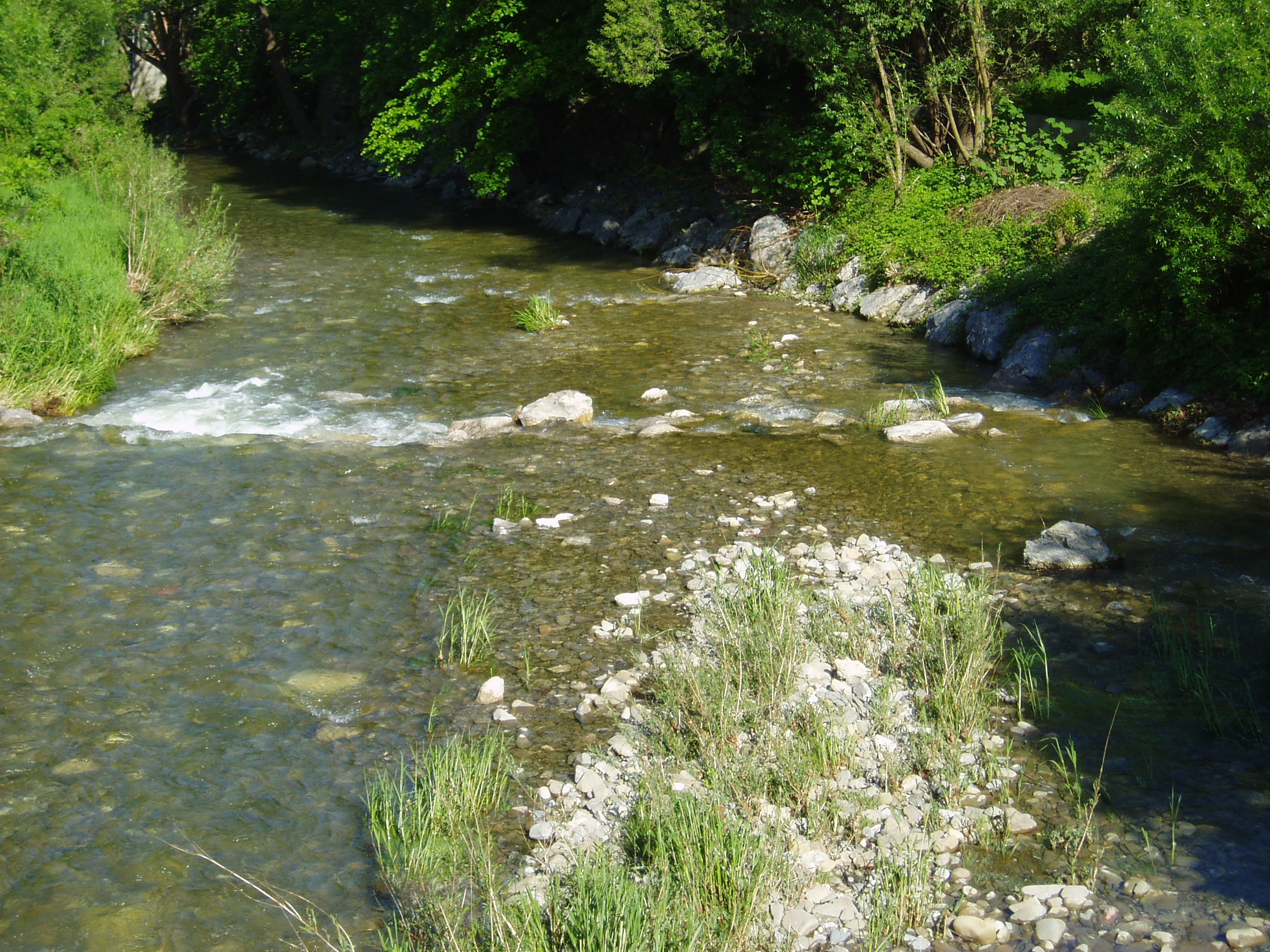
Oberlauf der Schwechat

Die wichtigsten Flüsse des Wienerwaldes sind die Wien, die Liesing, der Sattelbach, der Mödlingbach, die Schwechat und die Triesting, die nach Osten entwässern, sowie die Große Tulln und die Kleine Tulln, der Hagenbach und der Weidlingbach, die nach Norden entwässern. Alle fließen letztlich in die Donau.

### Klima
Im Wesentlichen wird der Wienerwald vom atlantisch geprägten Übergangsklima bestimmt. An der Thermenlinie herrscht pannonisches, im gebirgigen Süden teilweise schon alpines Klima. Speziell der nördliche Wienerwald bildet eine Wetterscheide. So regnen sich am nordwestlichen Rand oft die von Westen kommenden Regenwolken aus. Auch verstärkte Nebelbildung ist dort zu verzeichnen. Speziell auf der Wiener Außenring Autobahn bei Hochstraß in 553 m Höhe herrschen des Öfteren schlechte Verkehrsverhältnisse durch Nebel, Schnee oder Glatteis.

### Wald
Im Norden (Flysch-Wienerwald) weist der Wienerwald zu 77 % Laubwaldbestand (vor allem Buche, Eiche und Hainbuche), im Südosten (Kalk-Wienerwald) zu etwa 46 % Nadelwaldbestand (Föhre, Fichte, Schwarzkiefer, Tanne und Lärche) auf; an den Osthängen des Wienerwalds wächst Wein.
Lange Zeit war der Wienerwald Bannwald und landesfürstliches Jagdrevier; in den Jahren 1870 bis 1872 rettete Josef Schöffel einen großen Teil des Wienerwaldes vor der Abholzung. Heute ist der Wienerwald durch die oben erwähnten Gesetze geschützt.
Die Fläche des Stadtwaldes in Wien beträgt 8650 ha, das sind 20 % des Wiener Gemeindegebiets (41.487 ha).

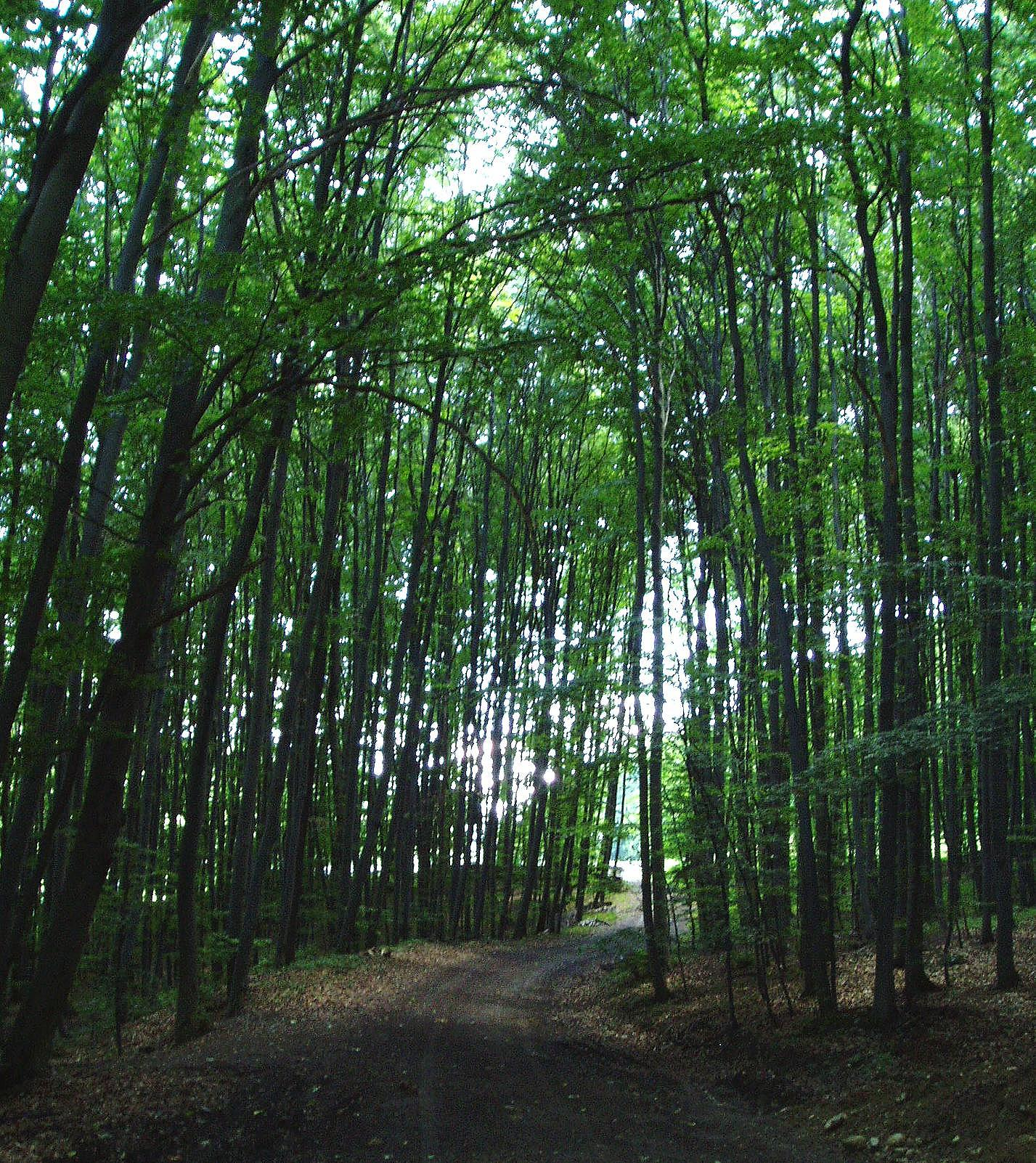
Wienerwald bei Holzschlag
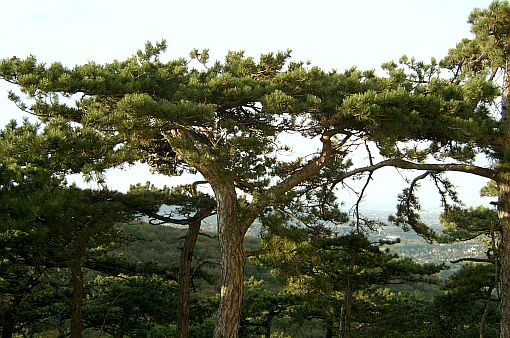
Typische Schirmföhre bei Mödling (Kalkzone)
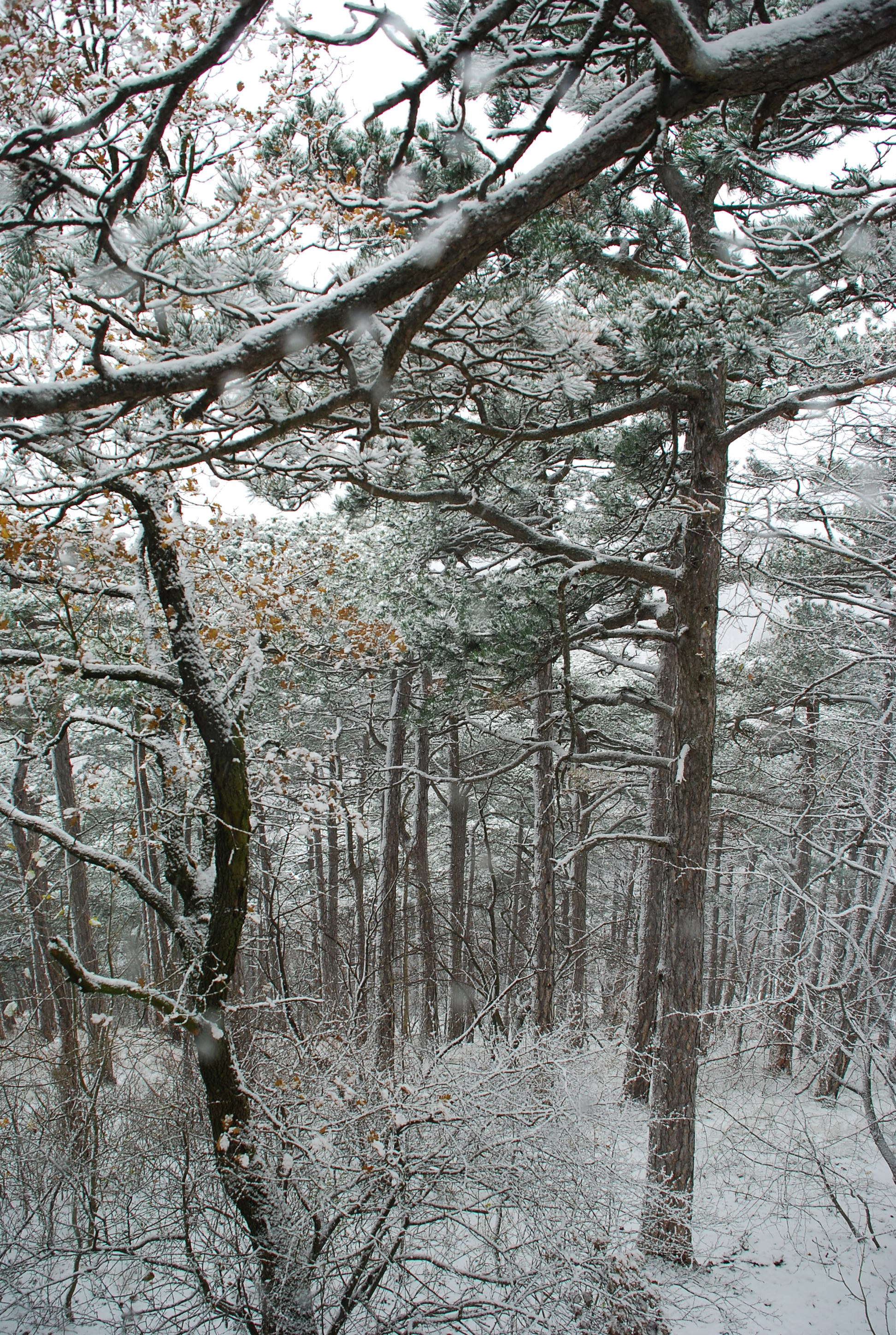
Am Teufelstein

### Naturschutz
Der Wienerwald ist durch Naturwaldreservate, Natura 2000, Naturschutzgesetz und Landschaftsschutzgesetz geschützt und seit 2005 ein von der UNESCO anerkanntes Biosphärenreservat. Der Lainzer Tiergarten als Teil des Wienerwaldes der Bundeshauptstadt Wien wurde zum Naturschutzgebiet erklärt. Zusätzlich gibt es vier Naturparks, die in Teilgebieten des Wienerwaldes eingerichtet wurden (von Nord nach Süd): Eichenhain, Sandsteinwienerwald, Naturpark Sparbach und die Föhrenberge.
Neben den typischen Waldtieren wie Hirsch und Reh leben im Wienerwald 150 Brutvogelarten und 15 Fledermausarten.
Bis 2013 wurde in Tullnerbach ein neues Schul- und Biosphärenparkzentrum Norbertinum Tullnerbach errichtet.
In dem durch die Witterung pilzreichen Jahr 2014 wurde eine Zählung der im Wienerwald vorkommenden Pilzarten durchgeführt. Dabei wurden 828 Arten gefunden, darunter waren 17 Arten, die bisher im Wienerwald nicht heimisch waren, wie der Gelbflockige Schleimkopf, der Orangebraune Schönkopf oder der Nördliche Höckerrindenpilz.

## Humangeographie

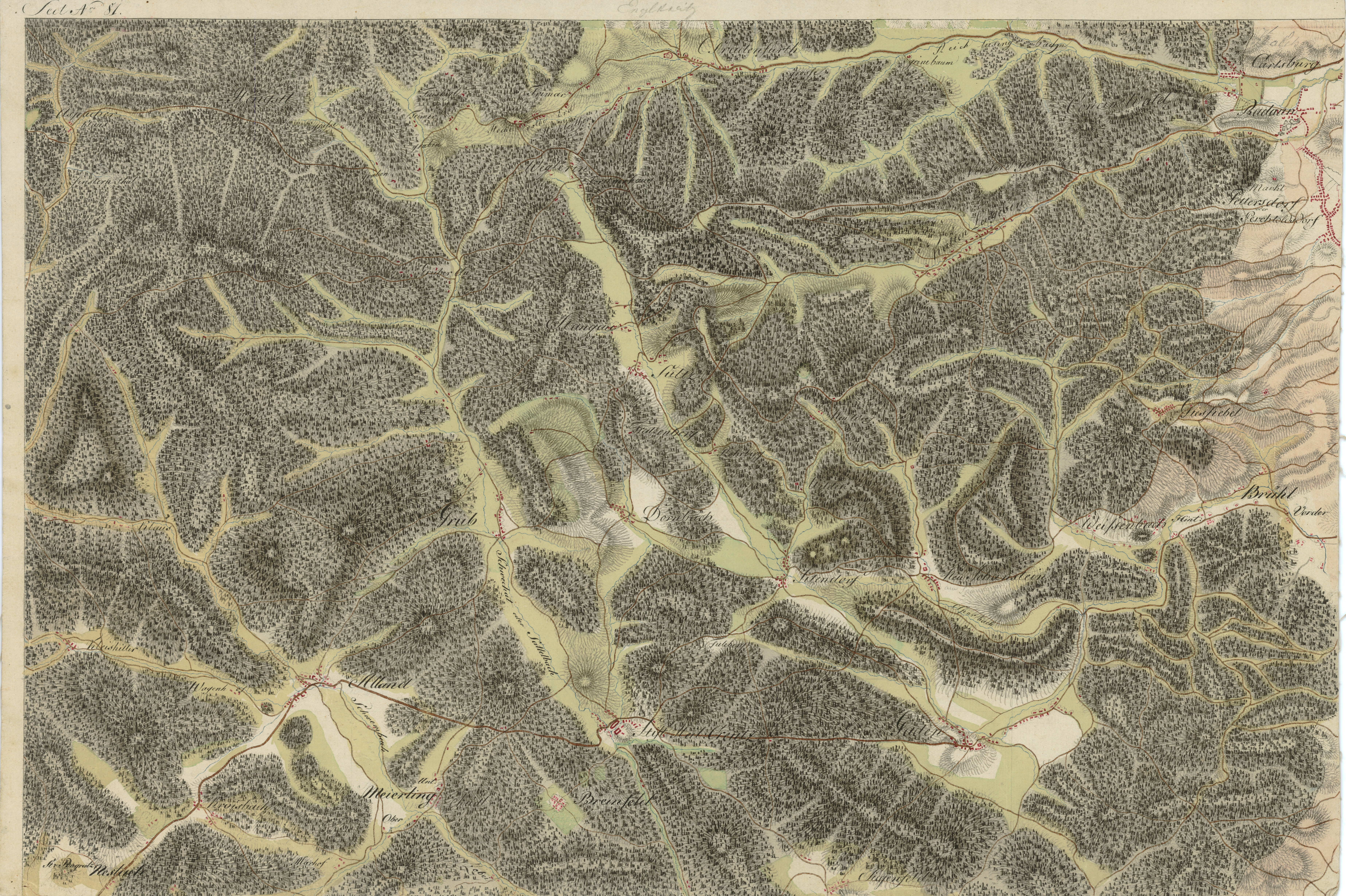
Eine der ersten detaillierteren Darstellungen des südlichen Wienerwaldes (Alland, Heiligenkreuz, Kaltenleutgeben, Grub im Wienerwald, Tal des Mödlingbaches) ist die Josephinische Landesaufnahme aus den Jahren um 1780–1790

### Gemeinden
Wichtige Gemeinden am und im Wienerwald sind Klosterneuburg, St. Andrä-Wördern, Gablitz, Purkersdorf, Mauerbach, Breitenfurt bei Wien, Pressbaum, Eichgraben, Altlengbach, Maria Anzbach, Neulengbach, Alland, Bad Vöslau, Baden, Gumpoldskirchen, Mödling, Brunn am Gebirge, Heiligenkreuz und Wienerwald.

### Verkehr
Durch den Wienerwald führt eine Reihe von Hauptverkehrswegen: die Westbahn der ÖBB, die Westautobahn A 1 und die Wiener Außenring Autobahn A 21 (das über Alland führende Verbindungsstück zwischen West- und Süd Autobahn). Ein ersatzlos gestrichenes Bauprojekt war die Wienerwald-Schnellstraße S 43, die eine nordwestliche Umfahrung von Wien bilden sollte.
Lokal verkehren mehrere Autobuslinien im Rahmen des Verkehrsverbundes Ost-Region.
Um die Westbahn im Verlauf des Wienerwalds, der für Schnellzüge ein Hindernis darstellt, zu beschleunigen, war seit 2004 der Wienerwaldtunnel unter dem nördlichen Wienerwald als Teil der Neuen Westbahn in Bau. Am 9. Dezember 2012 konnte der Betrieb auf dem fertiggestellten Neubauabschnitt Wien – Sankt Pölten Hauptbahnhof aufgenommen werden. Am selben Tag ging auch der Lainzer Tunnel als Verbindung zur Südbahn und Ostbahn in Betrieb, der seit 2006 in Bau war und die Bahnstrecke Wien Penzing–Wien Meidling durch die Außenbezirke Wiens entlasten soll. Da er den Lainzer Tiergarten unterquert, wird er im Volksmund auch Wildschweintunnel genannt.

### Fahrrad – Verkehr und Sport
13 % der Nutzer des Wienerwalds bewegen sich per Fahrrad (samt Mountain-Bike (MTB)) hier (Umfrage der Bundesforste, April 2021).
Im April 2021 wurde das öffentliche, kostenlos nutzbare Streckennetz zum Bergradeln im Wienerwald um 100 km auf 1350 km erweitert. Radfahrer dürfen diese 7 beschilderten Mountainbike-Strecken nur zu begrenzten Jahres- und Tageszeiten befahren. (März+Oktober 9–17 Uhr, April+September 8–18, Mai–August 7–19) Es gilt die StVO, Wanderer und Reiter dürfen nur im Schritttempo überholt werden.
Auf der Hohen-Wand-Wiese in Vorderhainbach bietet das Trailcenter HWW 9 MTB-Trails gegen Gebühr. Längs dieser Trails ist Wandern verboten, E-Bikes sind erlaubt. Die Öffnungszeiten sind maximal März bis November, maximal 10–20 Uhr. In der Nebensaison (März–Juni, September–November) steht der Schlepplift auch Bergradlern zur Verfügung. Weiters gibt es eine Sommerrodelbahn.

### Wirtschaft

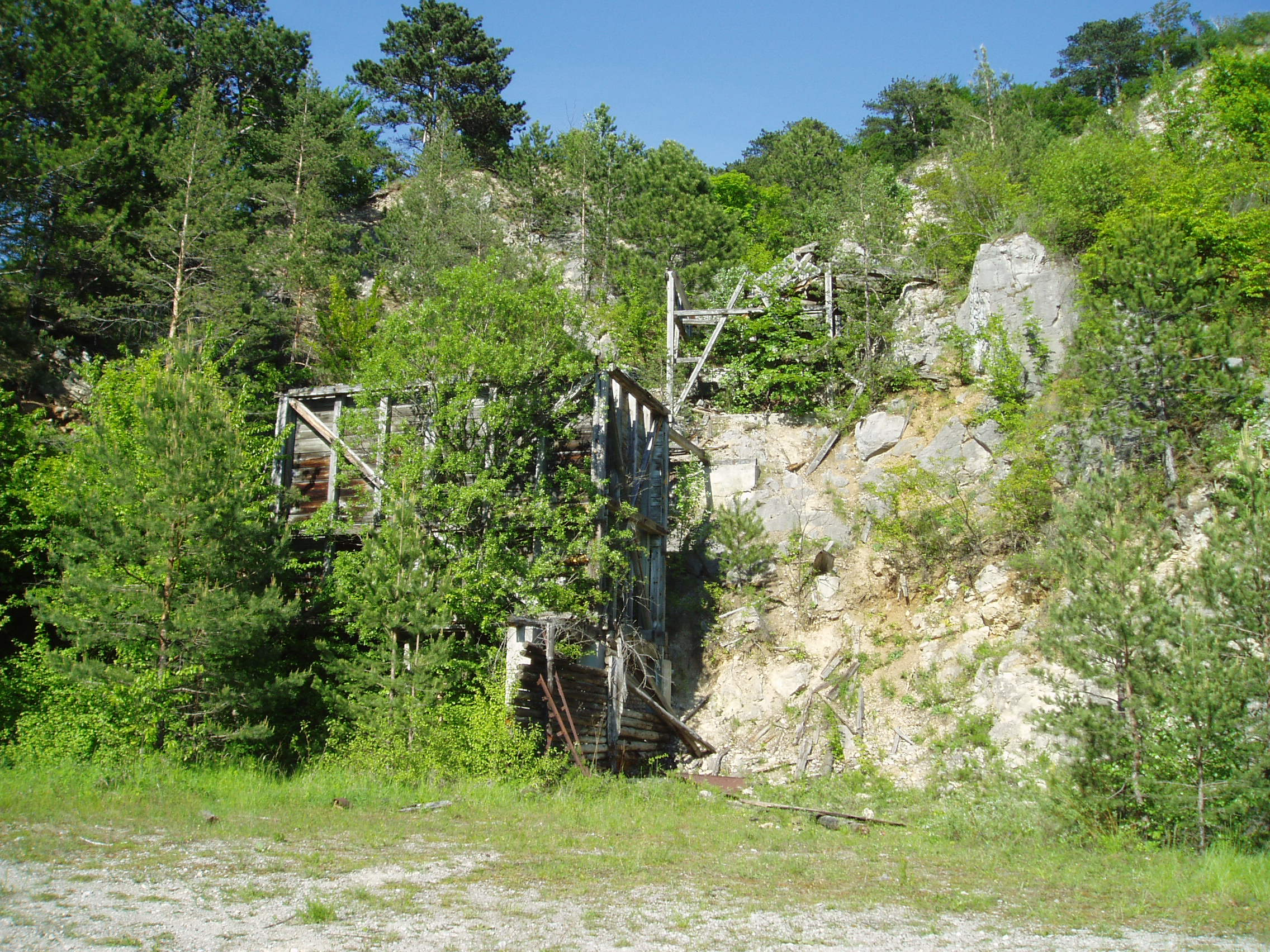
Alter Bergwerksstollen im Buchberg, Alland

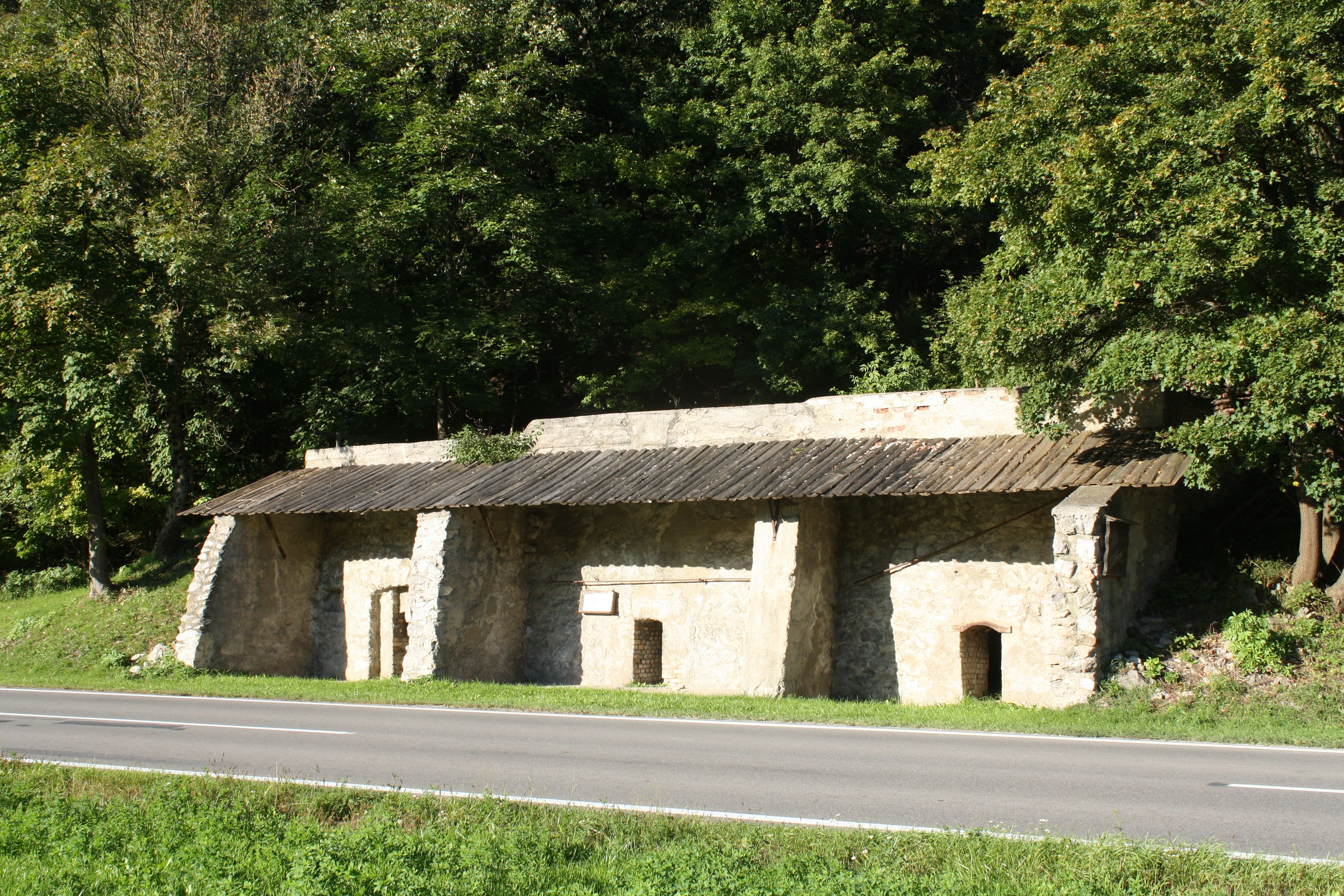
Alter Kalkofen im Helenental

An zahlreichen Stellen wurde und wird Sand und Schotter abgebaut. Der frühere Gipsstollen der Seegrotte in der Hinterbrühl wurde in der Zeit des Nationalsozialismus als Fabrik für Kampfflugzeuge genutzt. Heute ist der entstandene unterirdische See beliebtes Ausflugsziel und Schauhöhle. Die Seegrotte war aber nicht der einzige Gipsabbau. Zahlreiche Abbaustellen, von denen eine bei Preinsfeld nahe Heiligenkreuz die größte war, aber auch von Kalkgewinnungen führten zur Errichtung von Öfen, wo Gips und Kalk gebrannt wurden.
Entlang der Flussläufe entstanden spätestens in der Industriellen Revolution verschiedene Mühlen wie Säge- oder Bandmühlen sowie Schmieden, die teilweise heute als High Tech-Unternehmen (z. B. in Berndorf) erfolgreich tätig sind. Die Bezirke Mödling und Baden zählen mit über 6000 aktiven Betriebsstandorten neben den Bezirken St. Pölten Stadt und Land zu jenen mit den meisten in Niederösterreich. Etwas weniger Unternehmen befinden sich im Bezirk Tulln und sehr wenige in Lilienfeld. Neben Gewerbe, Handel, Handwerk und Dienstleistung gibt es viel Tourismus und Gastronomie – von der Berghütte bis zur Haute Cuisine. In der Biedermeierstadt Baden sind die Spielbank der Casinos Austria und die Kurbäder ein wichtiger Faktor. Aber auch der Tages- und Wochenendtourismus aus Wien spielt eine große Rolle.
Landwirtschaftlich weisen das Voralpengebiet und der Alpenostrand durch ihre Höhenlage (Betriebe bis 1100 m Seehöhe), durch steile Flächen und seichtgründige Böden relativ ungünstige Produktionsbedingungen auf. Bei hohen Niederschlägen handelt es sich daher um typische Grünlandgebiete, nur rund 20 % der landwirtschaftlichen Flächen werden als Äcker genutzt (Voralpengebiet und Wienerwald mit durchwegs Milchvieh). Am Alpenostrand mit weniger Niederschlag dominieren gemischte Betriebe mit höherem Ackeranteil. Hier sind Milchviehbetriebe mit steigendem Mastrinderanteil typisch. Der Streuobstanbau gewinnt in jüngster Zeit wieder an Bedeutung, da die Most- und Safterzeugung, aber vor allem die Ciderproduktion im Triestingtal einen stark steigenden Absatz verzeichnet. An der Thermenlinie, besonders in den Orten Gumpoldskirchen, Sooß und Bad Vöslau, ist der Weinbau von großer Bedeutung. Forstwirtschaft, Pferdesport und biologischer Anbau runden das Leistungsspektrum ab.

### Persönlichkeiten

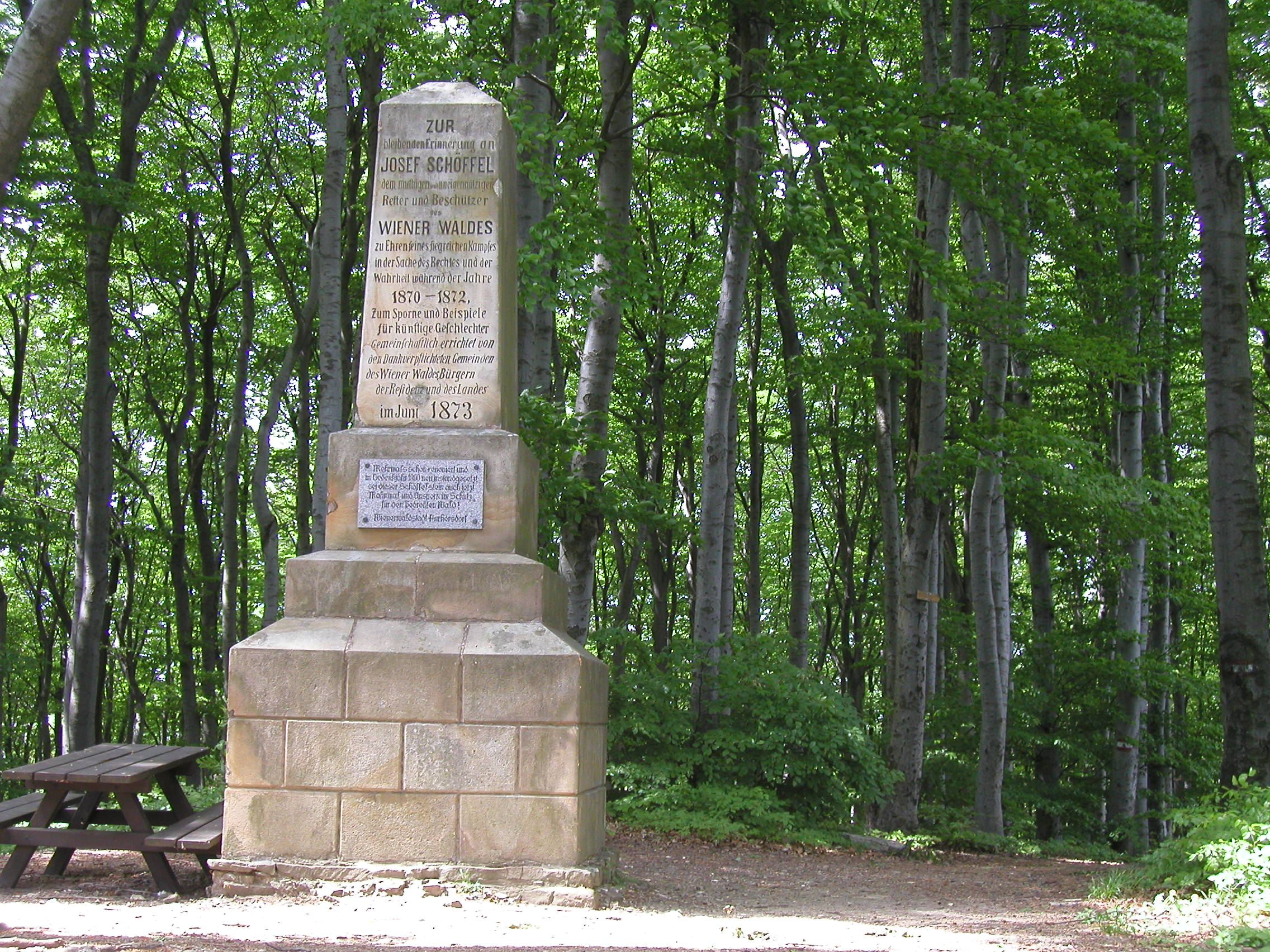
Schöffel-Gedenkstein bei Purkersdorf

- Gertrud von Babenberg (1226–1288), Titular-Herzogin von Österreich, residierte in Alland, gebar dort
- Friedrich I. von Baden (1249–1268), Titular-Herzog von Österreich
- Philipp Schlucker (1748–1820), Waldamts-Baumeister aus Alland
- Josef Schöffel (1832–1910), Journalist, der durch seine Artikel 1873 einen großen Teil des Wienerwaldes vor dem Abholzen rettete
- Simon von Wimpffen (1867–1925), Gründer des Kurbetriebs in Neuhaus
- Wolfgang Ambros (* 1952), bedeutender Musiker des Austropop aus Wolfsgraben